# امامزاده سید خسرو
سید خسرو مربوط به سدهٔ ۹ و ۱۰ ه‍.ق است و در شهرستان شمیرانات، بخش لواسانات روستای ایگه واقع شده است که خاندان ایگه ئی از نوادگان این امام زاده در روستای ناصر اباد ساکن هستند